# Vismia pentagyna
Vismia pentagyna är en johannesörtsväxtart som först beskrevs av Spreng., och fick sitt nu gällande namn av Joseph Andorfer Ewan. Vismia pentagyna ingår i släktet Vismia och familjen johannesörtsväxter. Inga underarter finns listade i Catalogue of Life.

## Bildgalleri

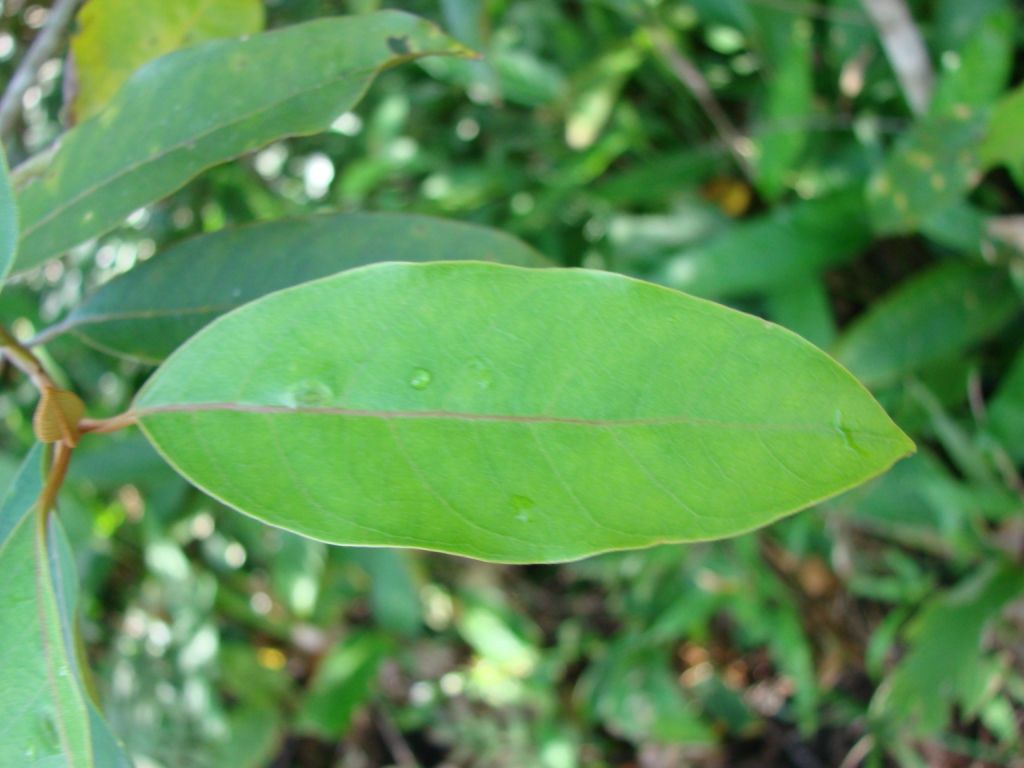
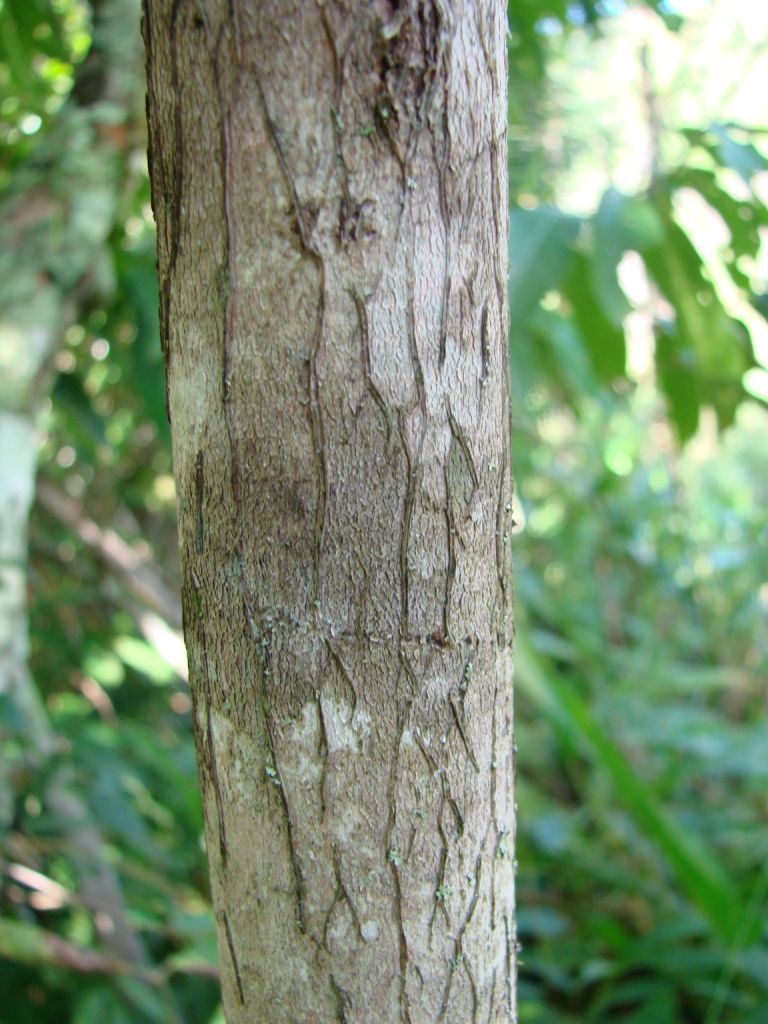